# Олибрий
Вижте пояснителната страница за други личности с името Олибрий.
Флавий Аниций Олибрий (на латински: Flavius Anicius Olybrius, † 472), император на Западната Римска империя от 11 юли 472 до 23 октомври 472 г., е член на влиятелната аристократична фамилия Аниции и родом от Рим.
След разграбването на Рим от вандалския крал Гейзерик през 455 г., Олибрий избягва в Константинопол, където през 464 година става консул, а в същото време се жени за Плацидия, дъщеря на Валентиниан III и Евдоксия. Това дава възможност Гейзерик, чийто син Хунерик се жени за Евдокия, по-голяма сестра на Плацидия, да претендира за престола заедно с Олибрий. На практика Гейзерик се опитва през 461 и отново през 465 година да направи Олибрий император.
През 472 година Олибрий е изпратен в Италия от император Лъв I да подпомогне император Антемий срещу зет му Рицимер, но влизайки в преговори с него по-късно, се обявява за император против завещанието, и чрез убийство на съперника си се изкачва на трона без съпротива. Заради сватбата си с Плацидия, Олибрий може да се счита за последен представител на Теодосиевата династия. Неговото управление е иначе толкова спокойно, колкото и кратко. Умира по време на чумната епидемия през 472 година.
Надживян е от съпругата си и дъщеря си Аниция Юлиана.